# Operaciones militares españolas en Afganistán

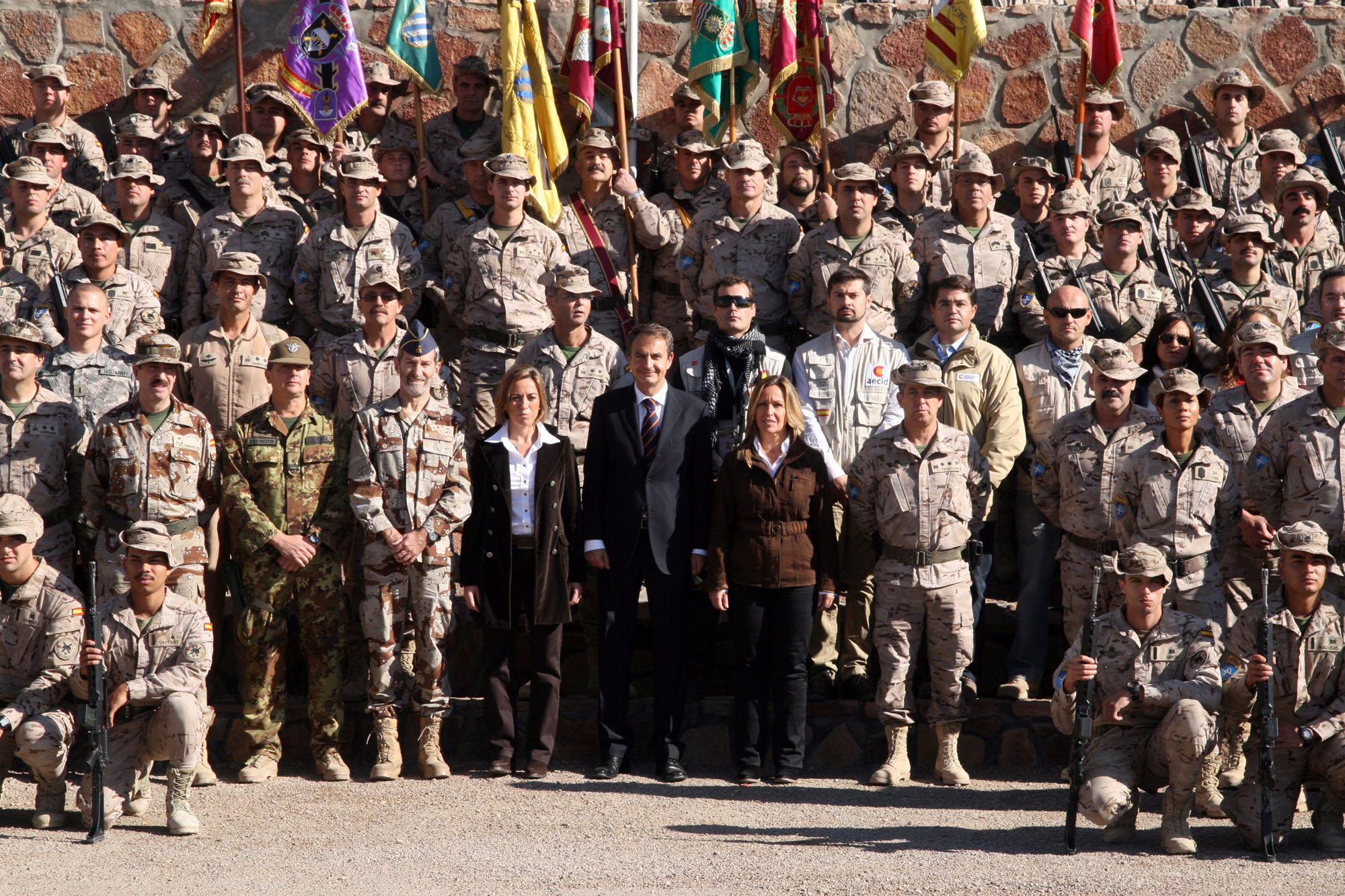
Visita del presidente del Gobierno de España, José Luis Rodríguez Zapatero, junto con otros miembros del Gobierno, al Equipo de Reconstrucción Provincial español en Qal'eh-ye Now en 2010.

Las operaciones militares españolas en Afganistán se desarrollaron en las provincias de Herat y Badghis en Afganistán con el objetivo de reconstruir dichas provincias y eliminar la insurgencia, dejando las provincias preparadas para que los afganos se hicieran cargo de ellas después de la retirada de las tropas españolas en 2014.

## Misión y objetivos
La Resolución 1386 de 20 de diciembre de 2001 del Consejo de Seguridad de las Naciones Unidas autorizó la creación de una Fuerza Internacional de Asistencia para la Seguridad (International Security Assistance Force, ISAF) en Afganistán. El Consejo de Ministros de 27 de diciembre de 2001 autorizó la participación española en apoyo del Gobierno interino afgano. La ayuda humanitaria comenzó a llegar por vía aérea ese mismo mes, mientras que el primer contingente de 450 soldados, formado por unidades de mando, comunicaciones y apoyo logístico, ingenieros, un equipo de desactivación de explosivos y otro de apoyo al despliegue aéreo, lo hizo en febrero de 2002.
La OTAN se hizo cargo de la gestión de la ISAF en agosto de 2003 mientras se desarrollaba en el sur la Operación Libertad Duradera contra los talibanes. La misión que tenía la ISAF era prestar asistencia militar al Gobierno afgano para que pudiera progresar en la estabilización y reconstrucción del país aprovechando la colaboración de Naciones Unidas y de los donantes internacionales.
En mayo de 2005 y dentro de la ampliación del despliegue de ISAF para cubrir todo el territorio afgano, España se hizo cargo del Equipo de Reconstrucción Provincial (PRT) de Badghis, estableciendo su base principal en Qal'eh-ye Now (denominada Base Provincial de Apoyo «Ruy González de Clavijo»), y pasó a liderar la Base de Apoyo Avanzada de Herat para apoyar la acción de los tres PRT bajo el Mando Regional Oeste (RC-W) de la ISAF que se instalarón en dicha base. Además de participar en los cuarteles generales de Kabul y Herat, así como de instruir a las unidades de las fuerzas armadas (Afghan National Army, ANA) y a las fuerzas de seguridad (Afghan National Police, ANP). En mayo de 2011, el contingente español en Afganistán (Afghanistan Spanish Force, ASPFOR) mantenía un número total autorizado de 1521 militares.
Efectivos destacados con carácter temporal estuvieron destinados, por un lado, al apoyo a la seguridad en las provincias de Badghis y Herat durante las elecciones, constituyendo una agrupación táctica de 450 militares, de forma similar a situaciones electorales anteriores. Esta unidad adquirió la capacidad operativa plena el 21 de julio de 2009, un mes antes de la apertura de las urnas. Y por otro lado, a la dirección y gestión del Aeropuerto Internacional de Kabul desde el 1 de octubre de 2009 al 1 de abril de 2010, con un contingente de 66 militares y cuatro guardias civiles.
El siguiente objetivo era que las Fuerzas Nacionales de Seguridad Afganas (ANSF) pudieran asumir el liderazgo y conducir la mayoría de las operaciones en las áreas inseguras de Afganistán tres años después. Durante el tercer y el último año se amplió el plazo, tratando de que asumieran la responsabilidad de la seguridad física dentro de cinco años.
El Gobierno autorizó el 19 de febrero de 2010, previa autorización parlamentaria, el incremento en 511 efectivos para proporcionar equipos operativos de asesoramiento y enlace (OMLT), unidad de maniobra, protección y apoyo logístico.
Asimismo, también autorizó un contingente de refuerzo de los cuarteles generales de la ISAF; y de una dotación de cuarenta efectivos de la Guardia Civil para la formación e instrucción de las fuerzas de policía afganas.
Según el Ministerio de Defensa, «la naturaleza diversa de las unidades españolas desplegadas en el terreno y de los cometidos a ellas asignados han permitido el desarrollo de numerosas y variadas acciones en beneficio del Gobierno y la población afgana, cumplimentando la misión asignada».

## Críticas hacia las Fuerzas Españolas
Las fuerzas españolas han recibido numerosas críticas por varios miembros de la OTAN por su pobre actuación en los teatros de operaciones. España se encontraba en una de las regiones más seguras de Afganistán, en los que rara vez se desarrollaron combates.[cita requerida]. Por otra parte, los estadounidenses criticaron a los soldados españoles por su falta de apoyo y su lentitud en las operaciones.

## Operaciones militares
El combate de Sabzak fue un episodio de la guerra acontecido los días 3 y 4 de septiembre de 2009 en el paso de Sabzak, puerto de montaña entre las provincias afganas de Badghis y Herat, donde el contingente español se enfrentó a las fuerzas talibanes y a las milicias tayikas. Tras seis horas de lucha, los talibanes y sus aliados se retiraron hacia la aldea de Marghozar.
Misiones para destacar fueron las Operación Estaca y la Operación Ontur, estas se basaron en cubrir el área de Galezardhak, aproximadamente diez kilómetros al este del puesto avanzado de combate de Moqur. El objetivo era claro, despejar la ruta Lithium para que los trabajos de gravelado pudieran continuar con seguridad. El objetivo era dejar asegurada y limpia la zona enemiga de actividad insurgente para que Afganistán tome el control de la provincia luego de la retirada de 2014 de la coalición internacional OTAN-ISAF.
En los últimos días del mes de enero de 2013, tropas españolas junto a afganas llevaron a cabo una operación denominada Operación Bold que tenía como objetivo contribuir a «mantener la actual situación de seguridad» en la zona de manera que «permita el repliegue» de las dos bases avanzadas de combate que mantiene España en esta región y «seguir presionando» a la insurgencia, para «anular su capacidad de amenazar los núcleos de población en la provincia de Badghis», se llevó a cabo en conjunto con las Fuerzas Afganas, esta dejó el saldo de tres insurgentes muertos, un herido y un prisionero y diverso material inutilizado. La operación se desarrolló durante dos días en el valle de Garmak, entre las localidades de Ludina (donde hay un puesto de combate) y Babulai, a lo largo de la ruta Lithium, en ella destacó la acción de un descamento de infantería de marina, compuesto por cuatro hombres que defendió junto a tropas afganas y miembros de la BRILAT la estratégica posición de Vigocho durante los dos días de combates. La operación pretendía garantizar una «situación de seguridad» para el repliegue de los dos puestos avanzados esta primavera hacia la base principal en Qal'eh-ye Now.
El 4 de febrero de 2013 se llevó a cabo la Operación Grey Beret, en la que participaron más de 350 militares aliados y entre los que había un nutrido grupo de la BRILAT. En esta operación se libró un combate en Chacablé, un reducto de la insurgencia cercano a Moqur. En dicha operación participaron dos compañías españolas. La operación contó con soldados de la BRILAT, aviones no tripulados y apoyo aerotácticos. Se saldó con arrestos y la confiscación de armas y de uniformes del Ejército afgano.

## Costo de la misión y bajas
La misión española, por la que han pasado 16.627 militares en las sucesivas rotaciones, se saldó con el fallecimiento de 93 personas: 8 por ataques con explosivos, 3 por disparos directos, 80 por accidentes y 2 por infarto. Hasta 2015, cuando se dio por finalizada la misión, esta había costado unos 3700 millones de euros. Según las bajas por ICasualties hasta ahora han fallecido 38 soldados en Afganistán ya sea en combate, accidentes o por causas naturales, pero un total de 100 soldados han muerto en la misión debido al accidente del Yak-42 en Turquía donde murieron 62 militares españoles. Además, 86 soldados han resultado heridos por diferentes causas. El 11 de julio y 12 de julio de 2015 un atentado talibán tuvo lugar en la embajada española de Kabul mató a dos policías españoles, pero fue finalmente repelida por la policía española, fuerzas afganas y extranjeras.

## Comandantes militares en Afganistán
Los comandantes de estas fueron:
- José Antonio Alonso Miranda
- Juan Montenegro Álvarez de Tejera[8]
- Javier Cabeza Taberné
- Demetrio Muñoz
- Gustavo Delgado
- Miguel Moreno
- Gumersindo Veiga Pérez
- Luis Cebrián
- Juan Bustamante
- Fernando García González-Valerio
- Andrés Navas Ráez
- Bernardo Álvarez del Manzano[9][10][11]